# Gebroken neus
Gebroken neus is het achttiende deel uit de stripreeks Blueberry van Jean-Michel Charlier (scenario) en Jean Giraud (tekeningen). Het album verscheen voor het eerst in 1980 bij uitgeverij Dargaud-Lombard en Dargaud-Oberon. Het album is daarna nog vier keer herdrukt, voor het laatst in 1994. Ook verschenen er hardcover edities. Angel Face werd in 2018 samen met de delen Vogelvrij verklaard, Gebroken neus en De lange mars integraal uitgegeven door Dargaud. Het album Gebroken neus vormt met het vervolg De lange mars een tweeluik.

## Inhoud
Blueberry is lid van een Navajo-stam. Er zijn voortdurend conflicten met de blanken. Terwijl Blueberry levens wil redden door de stam naar de Mexicaanse grens te verplaatsen, is de jonge Navajo Vittorio dorstig naar wraak en wil de leiding nemen overnemen van Cochise, de oorlogsleider van de stam. Blueberry is gecharmeerd van Chini, de dochter van Cochise die ook begeerd wordt door Vittorio.  

## Hoofdpersonen
- Blueberry, cavalerieluitenant
- Tolson, agent in Indiaanse zaken die gebruik maakt van zijn positie om ze te stelen of te doden
- Vittorio, vurige jonge Navajo die naar oorlog met blanke mannen verlangt
- Wild Bill Hickok, premiejager op zoek naar Blueberry
- Gideon O'Bannion, een gescalpeerde man die probeert de dood van zijn vrouw en kinderen te wreken